# Slachting van San Patricio
De Slachting van San Patricio (Buenos Aires, Argentinië, 4 juli 1976) was de moord op Alfredo Patricio Kelly, Pedro Dufau, Alfredo Leaden, Salvador Barbeito en José Emilio Barletti.
Zij werden om het leven gebracht door een moordcommando, omdat Alfredo Kelly tegen de doodstraf had gepreekt en Salvador Barbeito bevrijdingskatechese gaf op school. De andere drie maakten deel uit van dezelfde gemeenschap. 